# Вылкович
Вылкович (болг. Вълкович) — село в Болгарии. Находится в Кырджалийской области, входит в общину Джебел. Население составляет 151 человек.

## Политическая ситуация
В местном кметстве Плазиште, в состав которого входит Вылкович, должность кмета (старосты) исполняет Христо Райчев Мирчев (Движение за права и свободы (ДПС)) по результатам выборов.
Кмет (мэр) общины Джебел — Бахри Реджеб Юмер (Движение за права и свободы (ДПС)) по результатам выборов.